# Lygdamis bhaudi
Lygdamis bhaudi är en ringmaskart som beskrevs av Kirtley 1994. Lygdamis bhaudi ingår i släktet Lygdamis och familjen Sabellariidae. Inga underarter finns listade i Catalogue of Life.